# Paetongtarn Shinawatra
Paetongtarn Shinawatra (Bangkok, 21 de agosto de 1986) conocida con el sobrenombre de "Ung Ing",es una política y empresaria tailandesa, actual primera ministra de Tailandia desde agosto de 2024, siendo la segunda mujer y la persona más joven (38 años) en ocupar el puesto en la historia de Tailandia. Es presidenta del Partido Puea Thai desde el 27 de octubre de 2023, partido fundado en 2007 por su padre, Thaksin Shinawatra.

## Biografía
Nacida enl 21 de agosto de 1986 en Bangkok, Paetongtarn forma parte de la familia Shinawatra. Es la hija menor del magnate Thaksin Shinawatra, primer ministro tailandés entre 2001 y 2006, destituido por un golpe de Estado militar, considerado el político más influyente de Tailandia. Su padre estuvo exiliado durante 15 años en Reino Unido, Hong Kong y los Emiratos Árabes Unidos para evitar la cárcel y regresó a Tailandia en agosto de 2023, el mismo día de la sesión de investidura en la que su partido asumió el gobierno. Paetongtarn es también sobrina de la ex primera ministra Yingluck Shinawatra hermana menor de Thaksin y la primera mujer que asumió el puesto de primera ministra en la historia del país, apartada por el Tribunal Constitucional en 2014, días antes de otra sublevación militar.Su tío Somchai Wongsawat también ocupó el puesto de primer ministro de Tailandia en 2008.
Se graduó en Ciencias Políticas, Sociología y Antropología de la Facultad de Ciencias Políticas de la Universidad de Chulalongkorn en 2008 y continuó sus estudios en Inglaterra, obteniendo una maestría en Gestión Hotelera Internacional de la Universidad de Surrey.
Paethongtarn ha asumido diversas empresas creadas por su padre. Es la principal accionista de SC Asset Corporation y directora de la operadora de satélites Thaicom fundada por su padre.En 2022, se estimaba que poseía un total de 21 empresas valoradas en aproximadamente 68 mil millones de ฿ (2 mil millones de dólares estadounidenses).

### Trayectoria política
Inició su carrera política en octubre de 2021 con su nombramiento como asesora principal en materia de participación e innovación del Pheu Thai -partido político fundado por su padre- 
en la asamblea general, con la estrategia del partido -según analistas- de incorporar a una generación más joven para trabajar con los políticos veteranos. Meses después, en una reunión el 20 de marzo de 2022, Paetongtarn fue presentada como la jefa de la "Familia Puea Thai" para promover la unidad del partido y ganar las elecciones, siendo la primera vez que era presentada en público como posible sucesora política de la familia Shinawatra.En una entrevista en el programa “Woody Exclusive” señaló que quería ver "un cambio de régimen en Tailandia" y que quería "adquirir más experiencia antes de postularse como Primera Ministra".
Paetongtarn fue una de las nuevas figuras que su partido presentó en la campaña electoral de 2023 que ganó el opositor Avanzar, disuelto el 7 de agosto de 2024.
En agosto de 2024 la Cámara de Representantes de Tailandia eligió a Paethongtarn Shinawatra como primera ministra con 319 de los 493 votos de la cámara para sustituir a Srettha Thavisin, de su mismo partido, quien fue destituido por el Tribunal Constitucional al considerar que vulneró un código ético al nombrar en abril como ministro a un abogado condenado por intento de soborno.

## Pensamiento
Paethongtarn es liberalista social en muchos aspectos.Apoya los derechos LGBT y participó en el desfile del orgullo gay de Bangkok en 2023.Paethongtarn apoya modificar la constitución y eliminar el servicio militar obligatorio. Sin embargo, se opone a modificar las leyes de lesa majestad. 
Aunque Paetongtarn y el Puea Thai se comprometieron a no formar un gobierno con partidos vinculados al ejército como Nación Tailandesa Unida y Palang Pracharath, el gobierno liderado por el PTP estaba formado por ambos partidos, lo que generó críticas generalizadas.

## Vida personal
Está casada con Pitaka Suksawat, un hombre de negocios tailandés. Tienen una hija nacida en 2021 y un hijo nacido en 2023.